# Комсичи

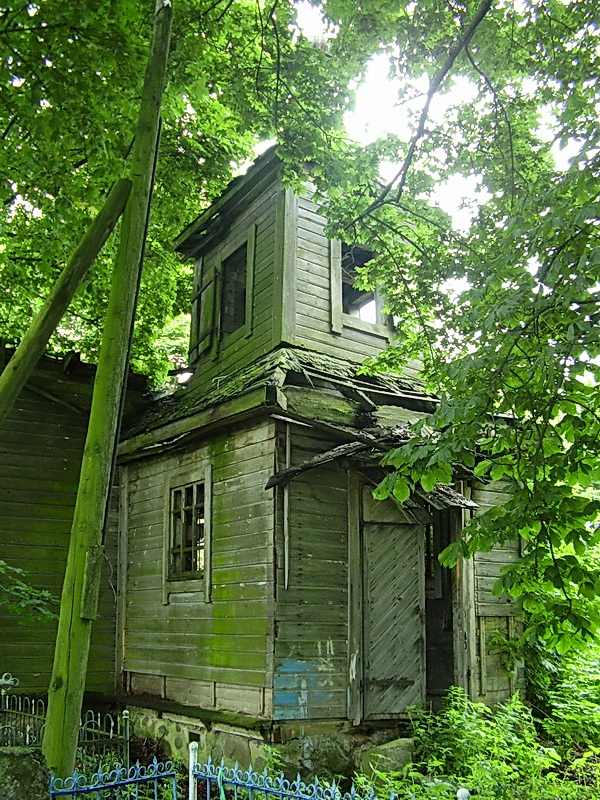
Церковь Рождества Богородицы

Ко́мсичи (бел. Комсічы) — деревня в Копыльском районе Минской области Беларуси, в составе Тимковичского сельсовета. До 2013 года входила в состав Братковского сельсовета. Население 124 человека (2009).

## География
Комсичи находится в 5 км к юго-западу от центра сельсовета, агрогородка Тимковичи и в 16 км к юго-западу от райцентра, города Копыль. Близ восточной окраины деревни протекает река Мажа, приток Морочи. На реке к востоку от деревни находятся плотина и запруда, также вокруг Комсичей создана сеть мелиоративных каналов. связана местной дорогой с Тимковичами и окрестными деревнями. Ближайшая ж/д станция находится в Тимковичах (линия Барановичи — Слуцк).

## Население
- 1999 год — 206 жителей (перепись населения)
- 2009 год — 124 жителей (перепись населения)
- 2019 год — 85 жителей (перепись населения)

## Достопримечательности
- Деревянная православная церковь Рождества Богородицы. Построена в середине XIX века, в 1930-х годах была закрыта, в здании находился клуб. Во время войны храм вновь открывается и действует до 1957 года, когда был окончательно закрыт и превращён в склад. Сегодня церковь находится в руинах